# 溫泉記號
溫泉記號（符號︰♨）是一個用來標示溫泉的符號。於Unicode中編碼為「U+2668」，於HTML中編碼為「&#9832;」。

## 概要
作為日本的地形圖圖例，此標記最先於1884年（明治17年）出現於「假製2万分1地形圖圖式」（暫定圖式）。1884年至1890年，陸軍参謀本部陸地測量部測繪的大阪地方准正式地形圖使用了這一圖式。圖式規定了大約295個記號，其中很多演變成此後地形圖圖式的圖例，除溫泉記號外，還包括營林署（林務署）、裁判所、立像等。建設省地理調査所（現国土地理院）高木菊三郎研究後認為，溫泉記號在内務省地理局測量課1884年制定的点圖中第一次成為圖例。
溫泉記號此後一直是地形圖的圖例。明治17年（暫定圖式）至明治28年式名為「温泉」，明治33年式至昭和17年式名為「礦泉」，昭和30年式至昭和35年式名為「温（礦）泉」，昭和40年式起名為「温泉、礦泉」。
自明治時代起，温泉記號一直用於標示公眾浴場及有浴室的旅館設施，然而1950年左右開始，面向男女同伴開設的「帶進旅館」（連れ込み旅館）為改善作為享樂場地的形象，宣傳時積極使用這個符號，令温泉記號染上成人色彩。由於記號形似倒轉的水母，當時民間私下又叫它逆水母（さかさくらげ），並用這一詞語指代所有此類旅館。
由於記號的形象變差，各類温泉旅館組織其後開始從廣告中除去温泉記號。1955年，「帶進旅館」被禁止使用温泉記號。到了1970年代，主流的情侶專用酒店變成西洋外觀的情侶酒店，「逆水母」成為死語，溫泉記號亦褪去成人色彩，重回代表浴場的符號。
2016年，日本政府為迎接2020年東京奧運，計劃修改溫泉記號，在池中加入三個小人以方便訪日外國人辨識。然而在各界反對下，經濟產業省最終決定允許新舊溫泉標誌同時通用。

## 地形圖上的標記
在1：25000地形圖上，温泉記号用於標記温泉法（昭和23年7月10日法律125号）上的温泉及礦泉，在主要泉源處標示。若源頭與浴場相距較遠，亦可能標識於浴場處。温泉記号高1.5mm、寬1.5mm、線寬0.1mm、顏色為黑色，溫泉具體位置位於記号下方中央處。

## 風格演變
1. 1884年至1909年中，蒸氣的形狀是曲線的。
2. 1909年至2002年中，蒸氣的形狀是直線的。
3. 2002年之後，蒸氣的形狀再次變回曲線。

## 來源
其起源有多種不同說法。

### 磯部温泉起源論

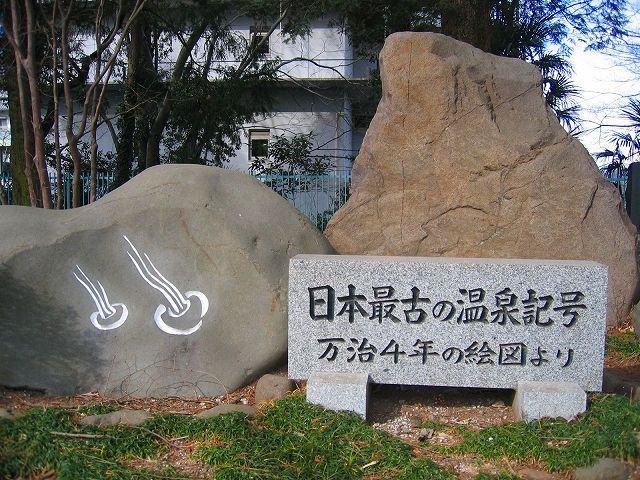
「日本最早的温泉記号」碑（磯部温泉）

一說認為「温泉記號」起源於群馬縣安中市的磯部温泉。1661年（万治4年）3月25日，為平息農民間的土地之争，江戶幕府發出評決文《上野国碓冰郡上磯郡村與中野谷村就野論裁断之覚》，附圖中有2個表示磯部温泉的記号，有意見認為這兩個温泉冒出水蒸氣的記號是日本最早的温泉記号。上述温泉附近的赤城神社建有紀念碑，稱這兩個記號是最早的温泉記号。

### 油屋熊八起源論
有指這個記號是油屋熊八在明治末期根據人手形狀創造的，但油屋是在1911年定居別府，而地形圖1884年已採用溫泉記號，此說被認為不成立。油屋只不過是在宣傳別府温泉時多次使用了溫泉記號。

### 德國起源論
该符号最先在19世纪的德国地图上出现，后被日本陸军参谋本部陆地测量部作为地形图的记号采用，并传于日本各地。

## 類似符號
- 静岡縣熱海市的市章（見右圖）

静岡縣熱海市市章

表面高温

- 黃色魔術交響樂團：在溫泉記號上添加3條線，構成「YMO」圖樣。這一標識從《BGM》專輯開始使用。
- 《K-ON！輕音少女》電視動畫版中，樂隊「放學後TEA TIME」的標識即是溫泉記號下加上杯子。
- 表面高温標識。圓弧變成1條直線，3條熱氣等長，套入三角形內。

## 符號編碼
| 標記 | Unicode | JIS X 0213 | HTML             | 名稱        |
| ---- | ------- | ---------- | ---------------- | ----------- |
| ♨    | U+2668  | 1-6-76     | &#x2668; &#9832; | HOT SPRINGS |

## 外部連結
- 日本最古の温泉マーク、万治四年（1661年）の裁許絵図を見る! （页面存档备份，存于）